# Stylidium leptophyllum
Stylidium leptophyllum är en tvåhjärtbladig växtart som beskrevs av Dc. Stylidium leptophyllum ingår i släktet Stylidium och familjen Stylidiaceae. Inga underarter finns listade i Catalogue of Life.